# Dixella aegyptiaca
Dixella aegyptiaca är en tvåvingeart som beskrevs av Wagner, Freidberg och Ortal 1992. Dixella aegyptiaca ingår i släktet Dixella och familjen u-myggor.
Artens utbredningsområde är Egypten. Inga underarter finns listade i Catalogue of Life.